# Togliamoci la voglia
Togliamoci la voglia è il secondo album in studio dell'attrice e cantante italiana Giulia Luzi, pubblicato nel febbraio 2017.
Con la "title track" Togliamoci la voglia l'artista ha partecipato, in coppia con Raige, al Festival di Sanremo 2017.

## Tracce
1. Togliamoci la voglia (feat. Raige) – 3:35 (Alex Vella, Antonio Iammarino, Luca Chiaravalli)
2. Un abbraccio al sole – 3:20
3. Paracadute – 3:14
4. N.D.M. (Non disseti mai) (feat. Clementino) – 3:20
5. Viversi in un attimo – 3:05
6. Chi c'è – 3:35
7. Mi perdo spesso – 3:27
8. Come la neve – 3:19
9. C'era un ragazzo che come me amava i Beatles e i Rolling Stones – 3:12 (Franco Migliacci, Mauro Lusini) – originariamente interpretata da Gianni Morandi
10. La notte (stimola i sensi) – 3:28
11. Cullami – 3:33
12. Non, je ne regrette rien – 2:23 – originariamente interpretata da Édith Piaf